# 松谷嘉隆
松谷嘉隆（まつたに よしたか、1932年4月11日 - 2022年11月21日）は国際証券（現三菱UFJモルガン・スタンレー証券）元代表取締役会長兼CEO。大阪経済大学元理事長。

## 人物
兵庫県出身。1956年大阪経済大学経済学部卒業、野村證券に入社。1984年12月に、同じ野村出身の豊田善一（元野村證券副社長、元国際証券社長）の招請で国際証券に転じ取締役に就任する。後に豊田が体調不良により社長を引退したことにより、1990年に後任社長に就任。2001年6月、国際証券は証券取引法の違反行為などがあったとして行政処分を受ける事態に対し責任を取り、松谷を含む複数の役員が辞任した。
2005年には、母校である大阪経済大学の理事長に就任した。2022年11月21日、老衰のため死去。90歳没。

## 略歴
- 1956年　大阪経済大学経済学部卒業、野村證券入社
- 1984年　国際証券（現三菱UFJモルガン・スタンレー証券）取締役
- 1986年　同社・常務
- 1987年　同社・専務
- 1988年　同社・副社長
- 1990年　同社・社長
- 1993年　大阪経済大学評議員（兼任）
- 1999年　国際証券会長、大阪経済大学理事（兼任）
- 2005年　大阪経済大学理事長
- 2022年11月21日　死去